# ستيارنان
نادي ستيارنان لكرة القدم (بالفرنسية: Stjarnan F.C.)‏ نادي كرة قدم أيسلندي يلعب في دوري الدرجة الممتازة. تم تأسيس النادي في سنة 1960.